# トヨタ・PZエンジン
トヨタ・PZエンジンは、トヨタ自動車の水冷直列5気筒ディーゼルエンジンの系列である。
3B型の後継として計画され、4気筒の振動が商品性の上でマイナスとなっていたランドクルーザー70系のマイナーチェンジに合わせて登場した。トヨタ初にして唯一の直列5気筒エンジンである。
搭載車種が限られ、多くの生産数が見込めないことから、1HZ型や1HD型とは共通設計とされ、直列6気筒渦流室式の1HZ型のシリンダーを1つ減らし、144°クランク（72°等間隔爆発）の5気筒としたものである。6気筒型とは振動特性が異なるため、エンジンマウント位置が後退している。
トヨタ唯一の直列5気筒であること、ランドクルーザー70ヘビー系と輸出向けコースター専用であること、生産期間が短いことなど、長年にわたって生産され、多くの車種で使い回されることが多いトヨタエンジンの中では特筆される存在である。

## 概要
- 生産期間
  - 1990年1月 - 不明（国内向け）

## 系譜
- エンジン型式一覧の自動車用エンジンの系譜を参照。

## 型式

### 1PZ
- 種類：渦流室式 SOHC 10バルブ
- 排気量：3.469 L
- 内径×行程：94.0×100.0(mm)
- 圧縮比：22.7
- 参考出力：85 kW (115 ps)/4,000 rpm
- 参考トルク：230 Nm (23.5 kgm)/2,600 rpm

- 搭載車種（車両型式）
  - （初）ランドクルーザー70系（PZJ70系）
  - （初）トヨタ・コースター（PZB40、PZB50系）